# Esperantoplatz (Berlin)

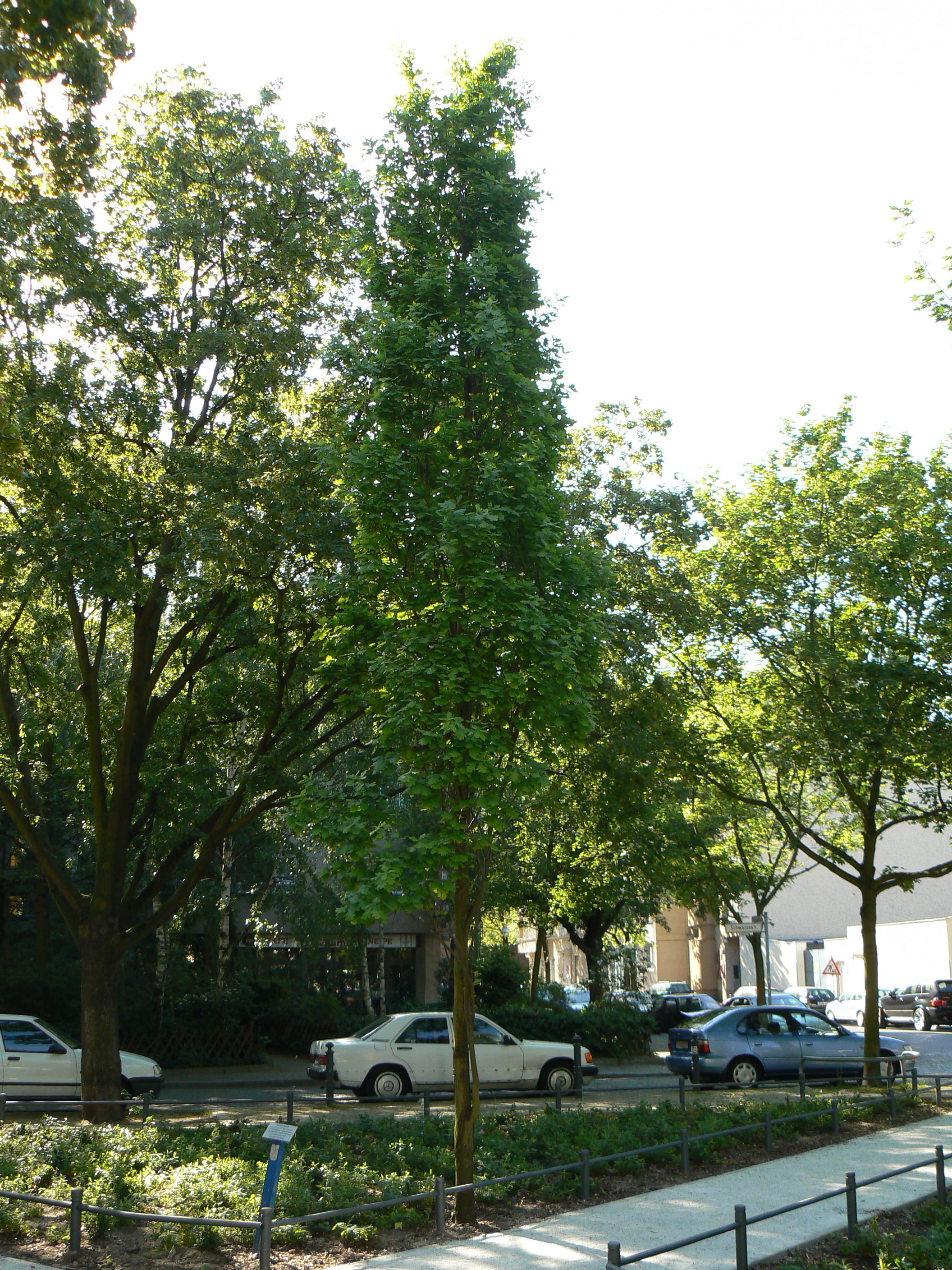
Dąb Zamenhofa

Esperantoplatz – plac znajdujący się w Berlinie w dzielnicy Neukölln.
Na placu znajdują się łąki, drzewa oraz klomby. Nazwa parku pochodzi od języka esperanto; plac został tak nazwany w 1991 roku. Jego wymiary to około 60 × 30 metrów. Na placu znajduje się posadzony w 1992 roku Dąb Zamenhofa oraz tablica pamiątkowa opowiadająca o życiu Zamenhofa odsłonięta 3 lipca 1999 roku. Na placu często odbywają się różne uroczystości oraz festiwale związane z językiem esperanto.